# اقتران الاستثارة والتقلص القلبي
يصف اقتران الاستثارة والتقلص القلبي سلسلة الأحداث من إنتاج نبضة كهربائية (كمون العمل) إلى تقلص عضلات القلب. تعد هذه العملية ذات أهمية حيوية لأنها تسمح للقلب أن ينبض بشكل منتظم منضبط دون الحاجة إلى التدخل الإرادي. ينتج عن اقتران الاستثارة والتقلص القلبي الانقباض المتسلسل لعضلات القلب الذي يسمح بضخ الدم، إلى الرئتين أولًا (الدوران الرئوي) ثم إلى باقي أنحاء الجسم (الدوران الجهازي) بمعدل يتراوح بين 60 إلى 100 نبضة في الدقيقة وهو النبض الطبيعي في حالة الراحة. يتغير هذا المعدل من خلال الأعصاب التي تعمل إما على زيادة معدل ضربات القلب (الجهاز الودي) أو إنقاصه (الجهاز نظير الودي) إذ أن متطلبات الجسم من الأكسجين متغيرة بمرور الوقت. بشكل أساسي، يتمحور تقلص العضلات حول ذرة مشحونة (أيون)، الكالسيوم (Ca2 +)، وهو المسؤول عن تحويل الطاقة الكهربائية لكمون العمل إلى طاقة ميكانيكية (تقلص) في العضلة. يحصل ذلك ضمن منطقة من الخلية العضلية تسمى النبيب المستعرض خلال عملية تعرف بتحرير الكالسيوم الناجم عن الكالسيوم.

## البدء
توجد في جدار الأذينة اليمنى مجموعة من الخلايا المتخصصة تسمى العقدة الجيبية الأذينية (إس إيه إن). هذه الخلايا، على عكس معظم الخلايا الأخرى داخل القلب، بإمكانها توليد كمونات العمل بشكل تلقائي. تنتقل كمونات العمل هذه على طول الغشاء الخلوي (غشاء الليف العضلي) على شكل نبضات، تنتقل من خلية إلى أخرى من خلال قنوات ضمن بنى تعرف باسم التوصيلات الفجوية. تختلف سرعة توصيل كمونات العمل ضمن الأجزاء المختلفة من القلب. تأتي أهمية هذا الجزء من أنه بمجرد انقباض الأذينتين، يحصل تأخير طفيف في نقل التنبيه إلى حين امتلاء البطينين بالدم قبل انقباضهما.  

## تحرير الكالسيوم الناجم عن الكالسيوم
هناك مناطق معينة من غشاء الخلية العضلية تخترق الغشاء بعمق. تسمى هذه المناطق النبيبات المستعرضة (النبيبات تي) والتي توجد أيضًا ضمن الخلايا العضلية الهيكلية وتسمح لكمون العمل بالانتقال إلى مركز الخلية. 
توجد بروتينات خاصة تسمى قنوات الكالسيوم من النوع إل (المعروفة أيضًا باسم مستقبلات ديهيدروبيريدين (دي إتش بي آر)) على غشاء النبيب تي وتُفعل من خلال كمون العمل. 
عندما تتفعل مستقبلات ديهيدروبيريدين فإنها تشكل قناة تسمح للكالسيوم الشاردي بالدخول إلى الخلية. يرفع هذا مستويات الكالسيوم الشاردي على الوجه الداخلي للخلية، يرتبط الكالسيوم بعد ذلك إلى مستقبلات أخرى ويفعلها، تسمى مستقبلات ريانودين من النوع 2 (آر واي آر 2) وتقع على غشاء بنية تعرف باسم الشبكة الهيولية العضلية (إس آر). الشبكة الهيولية العضلية هي عبارة عن مخزن كالسيوم شاردي على الوجه الداخلي للخلية ويقع قريب جدًا من نبيبيات تي. يؤدي تنشيط مستقبلات الريانودين من النوع 2 إلى فتحها وتحرير المزيد من الكالسيوم الشاردي، يسمى تحرير الكالسيوم هذا بشرارة الكالسيوم. هذا يعني أن التحرير الأولي للكالسيوم الشاردي ضمن الخلية تسبب في تحرير المزيد من الكالسيوم ولذلك تسمى هذه العملية بتحرير الكالسيوم الناجم عن الكالسيوم (سي آي سي آر).